# Rexford, Kansas
Rexford là một thành phố thuộc quận Thomas, tiểu bang Kansas, Hoa Kỳ. Năm 2010, dân số của xã này là 232 người.

## Dân số
Dân số các năm:
- Năm 2000: 157 người
- Năm 2010: 232 người